# Ulisse - Il piacere della scoperta
Ulisse - Il piacere della scoperta è un programma televisivo documentaristico ideato da Piero e Alberto Angela, e condotto da quest'ultimo, in onda dal 25 novembre 2000 al 7 luglio 2018 su Rai 3 e dal 29 settembre dello stesso anno su Rai 1.

## Formula originale (2000-2008)
Nella sua formula originale (presente nelle edizioni dal 25 novembre 2000 al 20 dicembre 2008), il programma comprende una o più puntate monotematiche di varia natura (ad esempio storia, preistoria, antropologia, geologia, fisica, astronomia, arte), concentrate su singoli argomenti (fuoco, morte, Medioevo, Pompei, Venezia) illustrati nelle loro componenti e sfaccettature da Alberto Angela con interventi sul posto o da filmati presi da film, ricostruzioni con il commento di una voce fuori campo. Il format si avvicina a quello degli Speciali di Superquark condotti da Piero Angela, che però sono più orientati verso eventi o personaggi storici.
Molte puntate sono state replicate gli anni seguenti con, in certe occasioni, l'aggiunta di nuovi filmati e documenti.

### 2000 (edizione pilota)
| Puntata | Data             | Titolo                      | Note         |
| ------- | ---------------- | --------------------------- | ------------ |
| Pilota  | 25 novembre 2000 | Sulle tracce degli Etruschi | Puntata zero |

### 2001
| Puntata | Data           | Titolo                                         | Note                         |
| ------- | -------------- | ---------------------------------------------- | ---------------------------- |
| 1       | 7 aprile 2001  | Lo splendore dei Faraoni                       | –                            |
| 2       | 14 aprile 2001 | La straordinaria storia della vita sulla Terra | –                            |
| 3       | 21 aprile 2001 | Everest, la grande sfida                       | –                            |
| 4       | 28 aprile 2001 | Il fuoco                                       | –                            |
| 5       | 5 maggio 2001  | Neanderthal, un dramma di 35000 anni fa        | –                            |
| 6       | 12 maggio 2001 | Diamanti, perle e oro                          | –                            |
| 7       | 19 maggio 2001 | Nell'inferno dei vulcani                       | –                            |
| 8       | 26 maggio 2001 | Pompei, conto alla rovescia                    | –                            |
| Replica | 2 giugno 2001  | Sulle tracce degli Etruschi                    | Replica del 25 novembre 2000 |

### 2002
| Puntata | Data             | Titolo                                  | Note                      |
| ------- | ---------------- | --------------------------------------- | ------------------------- |
| 1       | 6 aprile 2002    | Lo splendore di Roma                    | –                         |
| 2       | 13 aprile 2002   | La forza dell'Impero                    | –                         |
| 3       | 20 aprile 2002   | Ventimila leghe sottoterra              | –                         |
| 4       | 27 aprile 2002   | L'aria                                  | –                         |
| 5       | 4 maggio 2002    | I tesori degli zar                      | –                         |
| 6       | 11 maggio 2002   | Viaggio nel nulla                       | –                         |
| 7       | 18 maggio 2002   | In viaggio verso l'ignoto               | –                         |
| Replica | 25 maggio 2002   | Neanderthal, un dramma di 35000 anni fa | Replica del 5 maggio 2001 |
| 8       | 1º giugno 2002   | L'odissea dell'uomo tra i ghiacci       | –                         |
| 9       | 8 giugno 2002    | Viaggio nel Medioevo                    | –                         |
| 10      | 30 novembre 2002 | La straordinaria storia dell'uomo       | –                         |
| 11      | 7 dicembre 2002  | La straordinaria storia dell'uomo       | –                         |

### 2003
| Puntata | Data           | Titolo                                | Note                       |
| ------- | -------------- | ------------------------------------- | -------------------------- |
| 1       | 19 aprile 2003 | Storia di una goccia d'acqua          | –                          |
| 2       | 26 aprile 2003 | La scoperta del nuovo mondo           | –                          |
| 3       | 3 maggio 2003  | Columbia, ultimo conto alla rovescia  | –                          |
| 4       | 10 maggio 2003 | San Pietro, i segreti di una basilica | –                          |
| 5       | 17 maggio 2003 | La caduta dell'Impero Romano          | –                          |
| 6       | 24 maggio 2003 | I tesori del Vaticano                 | –                          |
| Replica | 31 maggio 2003 | Pompei, conto alla rovescia           | Replica del 26 maggio 2001 |
| 7       | 7 giugno 2003  | Venezia, sette secoli di splendori    | –                          |
| Replica | 14 giugno 2003 | I tesori degli Zar                    | Replica del 4 maggio 2002  |

### 2004
| Puntata | Data              | Titolo                                         | Note |
| ------- | ----------------- | ---------------------------------------------- | ---- |
| 1       | 3 aprile 2004     | Incas, l'Impero del sole                       | –    |
| 2       | 17 aprile 2004    | Homo Sapiens, la rivoluzione dell'intelligenza | –    |
| 3       | 24 aprile 2004    | Viaggio nel tempo, Roma cinque secoli fa       | –    |
| 4       | 8 maggio 2004     | Nelle trincee della Grande Guerra              | –    |
| 5       | 15 maggio 2004    | Mummie, sfida all'immortalità                  | –    |
| 6       | 22 maggio 2004    | Lo sbarco in Normandia                         | –    |
| 7       | 5 settembre 2004  | Viaggio ai Poli                                | –    |
| 8       | 12 settembre 2004 | La grande Firenze dei Medici                   | –    |

### 2005
| Puntata | Data             | Titolo                                   | Note                       |
| ------- | ---------------- | ---------------------------------------- | -------------------------- |
| Replica | 2 gennaio 2005   | Storia di una goccia d'acqua             | Replica del 19 aprile 2003 |
| Replica | 8 aprile 2005    | I tesori del Vaticano                    | Replica del 24 maggio 2003 |
| Replica | 15 aprile 2005   | Viaggio nel tempo, Roma cinque secoli fa | Replica del 24 aprile 2004 |
| 1       | 22 aprile 2005   | Attacco e difesa                         | –                          |
| 2       | 29 aprile 2005   | Il giro del mondo in 100 minuti          | –                          |
| 3       | 6 maggio 2005    | Louvre, meraviglie e segreti             | –                          |
| 4       | 13 maggio 2005   | Nei vicoli della Roma Imperiale          | –                          |
| 5       | 20 maggio 2005   | Roma brucia                              | –                          |
| 6       | 27 maggio 2005   | Hiroshima, il giorno della bomba         | –                          |
| 7       | 28 maggio 2005   | Hiroshima, il giorno della bomba         | –                          |
| 8       | 3 settembre 2005 | Viaggio dentro il tempo                  | –                          |

### 2006
| Puntata | Data              | Titolo                                      | Note                         |
| ------- | ----------------- | ------------------------------------------- | ---------------------------- |
| 1       | 22 aprile 2006    | Gli enigmi delle civiltà, l'isola di Pasqua | –                            |
| 2       | 29 aprile 2006    | La lotta contro la gravità                  | –                            |
| 3       | 6 maggio 2006     | Le Ande, segreti e tesori                   | –                            |
| 4       | 13 maggio 2006    | Darwin, un viaggio lungo 4 milioni di anni  | –                            |
| Replica | 20 maggio 2006    | La caduta dell'Impero romano                | Replica del 17 maggio 2003   |
| 5       | 27 maggio 2006    | Il naufragio dell'Andrea Doria              | –                            |
| 6       | 23 settembre 2006 | Africa, le ultime tribù                     | –                            |
| 7       | 30 settembre 2006 | Medioevo, miti, verità e segreti            | –                            |
| 8       | 7 ottobre 2006    | L'uomo e il mare                            | –                            |
| Replica | 14 ottobre 2006   | I tesori del Vaticano                       | Replica del 24 maggio 2003   |
| Replica | 21 ottobre 2006   | Ventimila leghe sottoterra                  | Replica del 20 aprile 2002   |
| Replica | 28 ottobre 2006   | Sulle tracce degli etruschi                 | Replica del 25 novembre 2000 |
| Replica | 4 novembre 2006   | Nelle trincee della Grande Guerra           | Replica dell'8 maggio 2004   |
| Replica | 11 novembre 2006  | San Pietro, i segreti di una basilica       | Replica del 10 maggio 2003   |

### 2007
| Puntata | Data              | Titolo                                                                    | Note                          |
| ------- | ----------------- | ------------------------------------------------------------------------- | ----------------------------- |
| 1       | 28 aprile 2007    | Le meraviglie della Roma sotterranea                                      | –                             |
| 2       | 5 maggio 2007     | Hindenburg, il Titanic del cielo                                          | –                             |
| 3       | 12 maggio 2007    | Luce, colori e buio                                                       | –                             |
| 4       | 19 maggio 2007    | Krakatoa la furia dei vulcani                                             | –                             |
| 5       | 26 maggio 2007    | Le grandi tombe, capolavori per l'eternità                                | –                             |
| 6       | 22 settembre 2007 | La conquista della Luna, il sorprendente dietro le quinte                 | –                             |
| 7       | 29 settembre 2007 | Viaggio nel regno delle Due Sicilie, alla scoperta di splendori e segreti | –                             |
| 8       | 6 ottobre 2007    | Ori e tesori                                                              | –                             |
| Replica | 13 ottobre 2007   | Africa, le ultime tribù                                                   | Replica del 23 settembre 2006 |
| Replica | 20 ottobre 2007   | Gli enigmi delle civiltà, l'isola di Pasqua                               | Replica del 22 aprile 2006    |
| Replica | 27 ottobre 2007   | Il naufragio dell'Andrea Doria                                            | Replica del 27 maggio 2006    |
| Replica | 3 novembre 2007   | Viaggio dentro il tempo                                                   | Replica del 3 settembre 2005  |
| Replica | 10 novembre 2007  | Attacco e difesa                                                          | Replica del 22 aprile 2005    |
| Replica | 17 novembre 2007  | Roma brucia                                                               | Replica del 20 maggio 2005    |

### 2008
| Puntata | Data              | Titolo                                                                    | Note                          |
| ------- | ----------------- | ------------------------------------------------------------------------- | ----------------------------- |
| 1       | 19 aprile 2008    | Vite appese a un filo: la sfida del dottor Barnard                        | –                             |
| 2       | 26 aprile 2008    | I tesori del Museo Egizio di Torino                                       | –                             |
| 3       | 3 maggio 2008     | La Torre Eiffel                                                           | –                             |
| 4       | 10 maggio 2008    | Oltre la Patagonia. Viaggio in capo al mondo                              | –                             |
| 5       | 17 maggio 2008    | Le meraviglie del British Museum                                          | –                             |
| Replica | 24 maggio 2008    | L'uomo e il mare                                                          | Replica del 7 ottobre 2006    |
| 6       | 31 maggio 2008    | Viaggio nell'invisibile                                                   | –                             |
| Replica | 13 settembre 2008 | Darwin, un viaggio lungo 4 milioni di anni                                | Replica del 13 maggio 2006    |
| Replica | 20 settembre 2008 | Le grandi tombe, capolavori per l'eternità                                | Replica del 26 maggio 2007    |
| Replica | 27 settembre 2008 | La lotta contro la gravità                                                | Replica del 29 aprile 2006    |
| Replica | 4 ottobre 2008    | Hindenburg, il Titanic del cielo                                          | Replica del 5 maggio 2007     |
| Replica | 11 ottobre 2008   | Oltre la Patagonia, viaggio in capo al mondo                              | Replica del 10 maggio 2008    |
| Replica | 18 ottobre 2008   | Krakatoa, la furia dei vulcani                                            | Replica del 19 maggio 2007    |
| Replica | 25 ottobre 2008   | Le meraviglie della Roma sotterranea                                      | Replica del 28 aprile 2007    |
| Replica | 1 novembre 2008   | Viaggio nel Regno delle Due Sicilie, alla scoperta di splendori e segreti | Replica del 29 settembre 2007 |
| Replica | 15 novembre 2008  | Medioevo, miti, verità e segreti                                          | Replica del 30 settembre 2006 |
| Replica | 22 novembre 2008  | Hiroshima, il giorno della bomba                                          | Replica del 27 maggio 2005    |
| Replica | 29 novembre 2008  | Hiroshima, il giorno della bomba                                          | Replica del 28 maggio 2005    |
| 7       | 13 dicembre 2008  | Viaggio insolito nel corpo umano                                          | –                             |
| 8       | 20 dicembre 2008  | Il racconto segreto della Colonna Traiana                                 | –                             |

## Nuova formula (2009)
Dal marzo 2009 la formula della trasmissione è stata modificata radicalmente e il format si è quasi uniformato a quello di Passaggio a Nord Ovest, altra trasmissione di Alberto Angela.
Fulcro dei viaggi è uno studio televisivo il cui aspetto richiama simbolicamente un Foro Romano cioè un luogo dove, in antichità, si riuniva la gente, arrivavano notizie, circolavano idee e informazioni per poi essere diffuse e divulgate.
In modo analogo, ogni puntata non è più a tema unico come è stato nelle passate edizioni, ma offre un ventaglio di temi. Ogni argomento è collegato a quello successivo attraverso un filo conduttore, offrendo agli spettatori, nell'arco di 90 minuti, un viaggio originale nella scienza, nella storia, nell'archeologia, nell'esplorazione e nella natura. Inoltre, è stata introdotta una nuova rubrica interamente dedicata a Leonardo da Vinci.
Il modo di spiegare i vari argomenti rimane molto flessibile, passando da servizi realizzati sul campo da Alberto Angela (sempre meno presenti a favore di filmati acquistati) a rubriche e servizi realizzati dalla redazione con lo stile e il linguaggio che hanno sempre caratterizzato Ulisse nei passati otto anni di programmazione.
La novità di rilievo di questa edizione è un nuovo modo di affrontare alcuni temi con la tecnica del “racconto”: Alberto Angela racconta importanti scoperte scientifiche o archeologiche, importanti pagine della storia, episodi poco noti del passato, con uno stile diretto, asciutto e molto coinvolgente dando allo spettatore l'impressione di essere direttamente sul sito di una scoperta o all'epoca di un fatto cogliendo tutta la loro dimensione umana.

### 2009
Il titolo si riferisce al filmato principale della puntata.
| Puntata  | Data             | Titolo                                                                              | Note                              |
| -------- | ---------------- | ----------------------------------------------------------------------------------- | --------------------------------- |
| Speciale | 28 febbraio 2009 | Leonardo il volto nascosto                                                          | Speciale condotto da Piero Angela |
| 1        | 7 marzo 2009     | Il fallito attentato a Hitler                                                       | –                                 |
| 2        | 14 marzo 2009    | Viaggio nella storia, l'Isola di Santorini in Grecia                                | –                                 |
| 3        | 21 marzo 2009    | L'offensiva delle Ardenne                                                           | –                                 |
| 4        | 28 marzo 2009    | Il primo volo nello spazio di una donna                                             | –                                 |
| 5        | 4 aprile 2009    | La storia della "Gustloff", la più lussuosa nave da crociera della Germania nazista | –                                 |
| 6        | 11 aprile 2009   | Le cattedrali gotiche, viaggio nel Medioevo                                         | –                                 |
| 7        | 18 aprile 2009   | La storia del nostro pianeta se il genere umano scomparisse                         | –                                 |
| 8        | 25 aprile 2009   | La terribile storia dei Kamikaze                                                    | –                                 |
| 9        | 2 maggio 2009    | La fine dell'antica civiltà dei Maya                                                | –                                 |
| 10       | 9 maggio 2009    | Il ritrovamento della città di Ercolano                                             | –                                 |
| 11       | 16 maggio 2009   | Le gigantesche onde degli tsunami                                                   | –                                 |
| Replica  | 23 maggio 2009   | La conquista della Luna, il sorprendente dietro le quinte                           | Replica del 22 settembre 2007     |
| Replica  | 30 maggio 2009   | Le meraviglie del British Museum                                                    | Replica del 17 maggio 2008        |

### Argomenti nelle puntate della stagione 2009
- Dieci comandamenti doppiato in geroglifico
- Le 43 meraviglie d'Italia
- I bambini prodigio
- Strategie di guerra, la battaglia di Canne
- L'importanza dell'acqua
- Ospedale delle bambole
- I patrimoni dell'umanità
- La prospettiva illusoria
- Alta velocità e storia
- L'analfabetismo in Italia
- L'ingegneria
- La morte di Leonardo
- Il vino
- L'umorismo e la regia
- Il segreto di Leonardo
- La scrittura
- Le caricature
- L'intelligenza degli animali
- Porto di Traiano
- Viaggio nella Cartagine antica
- Napoli
- Il volo

## Il ritorno alla formula originale (dal 2009)
Da settembre 2009, la trasmissione è tornata più o meno alla formula originale trattando un solo tema a puntata, seppure con diverse sfaccettature più o meno inerenti al tema centrale, ma fino a quando il programma è stato trasmesso su Rai 3 è stato mantenuto lo stesso studio televisivo caratteristico della nuova formula.
Il titolo torna a riferirsi all'intera puntata.

### 2009
| Puntata | Data              | Titolo                                            |
| ------- | ----------------- | ------------------------------------------------- |
| 1       | 19 settembre 2009 | Lo sviluppo dei neonati                           |
| 2       | 26 settembre 2009 | La battaglia di Cassino                           |
| 3       | 3 ottobre 2009    | Viaggio nella dimensione del grande               |
| 4       | 10 ottobre 2009   | Viaggio ai confini dell'Impero romano             |
| 5       | 17 ottobre 2009   | Fuga verso la libertà                             |
| 6       | 24 ottobre 2009   | Ossigeno                                          |
| 7       | 31 ottobre 2009   | Nuovi mondi                                       |
| 8       | 7 novembre 2009   | Storie e segreti dei presidenti degli Stati Uniti |
| 9       | 14 novembre 2009  | Il freddo e la vita                               |
| 10      | 21 novembre 2009  | L'arte della guerra                               |
| 11      | 28 novembre 2009  | L'amore: i suoi meccanismi e i suoi segreti       |

### 2010
| Puntata | Data             | Titolo                              | Note                         |
| ------- | ---------------- | ----------------------------------- | ---------------------------- |
| Replica | 9 gennaio 2010   | Ori e tesori                        | Replica del 6 ottobre 2007   |
| Replica | 16 gennaio 2010  | Viaggio insolito nel corpo umano    | Replica del 13 dicembre 2008 |
| Replica | 23 gennaio 2010  | I tesori del Museo Egizio di Torino | Replica del 26 aprile 2008   |
| Replica | 30 gennaio 2010  | Viaggio nell'invisibile             | Replica del 31 maggio 2008   |
| Replica | 6 febbraio 2010  | La straordinaria storia dell'uomo   | Replica del 30 novembre 2002 |
| Replica | 13 febbraio 2010 | La straordinaria storia dell'uomo   | Replica del 7 dicembre 2002  |
| 1       | 6 marzo 2010     | Il Quirinale                        | –                            |
| 2       | 13 marzo 2010    | Gemelli                             | –                            |
| 3       | 20 marzo 2010    | Sciami                              | –                            |
| 4       | 27 marzo 2010    | Diari                               | –                            |
| 5       | 3 aprile 2010    | Il coraggio                         | –                            |
| 6       | 10 aprile 2010   | Riccardo Cuor di Leone              | –                            |
| 7       | 17 aprile 2010   | Amici a 4 zampe                     | –                            |
| 8       | 24 aprile 2010   | La casa dell'uomo                   | –                            |
| 9       | 8 maggio 2010    | I racconti del mare                 | –                            |
| 10      | 15 maggio 2010   | Il Sole                             | –                            |
| 11      | 22 maggio 2010   | Inventori e invenzioni              | –                            |
| 12      | 29 maggio 2010   | Il Foro Romano                      | –                            |

### 2011
| Puntata | Data           | Titolo                                                           | Note                        |
| ------- | -------------- | ---------------------------------------------------------------- | --------------------------- |
| 1       | 5 marzo 2011   | Antonio e Cleopatra, la fine di un amore, la nascita dell'impero | –                           |
| 2       | 12 marzo 2011  | L'India delle meraviglie                                         | –                           |
| 3       | 19 marzo 2011  | Le diverse età del sesso                                         | –                           |
| 4       | 26 marzo 2011  | America, storia di un continente                                 | –                           |
| 5       | 2 aprile 2011  | Viaggio intorno al mondo                                         | –                           |
| 6       | 9 aprile 2011  | Gli splendori della Grecia Antica                                | –                           |
| 7       | 16 aprile 2011 | La storia nel piatto                                             | –                           |
| Replica | 23 aprile 2011 | I tesori del Vaticano                                            | Replica del 14 ottobre 2006 |
| 8       | 30 aprile 2011 | Alla scoperta della mente                                        | –                           |
| 9       | 7 maggio 2011  | La conquista del cielo                                           | –                           |
| 10      | 14 maggio 2011 | La nascita della civiltà                                         | –                           |
| 11      | 21 maggio 2011 | 11 settembre, 102 minuti nelle Torri                             | –                           |
| 12      | 28 maggio 2011 | Venezia, viaggio tra i tesori del Canal Grande                   | –                           |

### 2012
| Puntata | Data              | Titolo                                           | Note                         |
| ------- | ----------------- | ------------------------------------------------ | ---------------------------- |
| 1       | 10 marzo 2012     | Le meraviglie della Roma cristiana               | –                            |
| 2       | 17 marzo 2012     | La conquista dei colori                          | –                            |
| 3       | 24 marzo 2012     | Viaggio tra i segreti e i tesori di Ostia antica | –                            |
| 4       | 31 marzo 2012     | La lunga notte del Titanic                       | –                            |
| Replica | 7 aprile 2012     | Oltre la Patagonia. Viaggio in capo al mondo     | Replica dell'11 ottobre 2008 |
| 5       | 14 aprile 2012    | Il lungo viaggio di Ramesse                      | –                            |
| 6       | 21 aprile 2012    | Viaggio alla scoperta delle Alpi                 | –                            |
| 7       | 28 aprile 2012    | Alla ricerca delle città perdute                 | –                            |
| 8       | 5 maggio 2012     | Nemici invisibili                                | –                            |
| 9       | 29 settembre 2012 | Il sorriso della Luna                            | –                            |
| 10      | 6 ottobre 2012    | Viaggio nella mente degli animali                | –                            |
| 11      | 13 ottobre 2012   | Le meraviglie e i segreti di Parigi              | –                            |
| 12      | 20 ottobre 2012   | L'amore al tempo di Nerone                       | –                            |
| 13      | 27 ottobre 2012   | La nascita di Atene                              | –                            |
| 14      | 3 novembre 2012   | Le meraviglie della Rift Valley                  | –                            |
| 15      | 10 novembre 2012  | I segreti della vittoria                         | –                            |
| Replica | 17 novembre 2012  | Le Ande: segreti e tesori                        | Replica del 6 maggio 2006    |
| 16      | 24 novembre 2012  | Detective dell'antichità                         | –                            |
| Replica | 1 dicembre 2012   | Gli enigmi delle civiltà                         | Replica del 20 ottobre 2007  |

### 2013
| Puntata | Data             | Titolo                                                         | Note                         |
| ------- | ---------------- | -------------------------------------------------------------- | ---------------------------- |
| 1       | 13 aprile 2013   | Australia, il continente delle sfide                           | –                            |
| 2       | 20 aprile 2013   | Le montagne di fuoco                                           | –                            |
| 3       | 27 aprile 2013   | Versailles, una giornata da re                                 | –                            |
| 4       | 4 maggio 2013    | Roma Amor, passione nell'Antica Roma                           | –                            |
| 5       | 11 maggio 2013   | I sensi della vita                                             | –                            |
| 6       | 18 maggio 2013   | I cicli della vita                                             | –                            |
| Replica | 25 maggio 2013   | I tesori del Museo Egizio di Torino                            | Replica del 23 gennaio 2010  |
| Replica | 1º giugno 2013   | L'India delle meraviglie                                       | Replica del 12 marzo 2011    |
| 7       | 5 ottobre 2013   | Francesco d'Assisi, le sorprese della sua vita e del suo tempo | –                            |
| 8       | 12 ottobre 2013  | Le meraviglie del cielo                                        | –                            |
| 9       | 19 ottobre 2013  | Splendori di Sicilia                                           | –                            |
| 10      | 26 ottobre 2013  | La torre di Babele                                             | –                            |
| 11      | 2 novembre 2013  | La cappella Sistina e i suoi segreti                           | –                            |
| Replica | 09 novembre 2013 | Venezia, viaggio tra i tesori del Canal Grande                 | Replica del 28 maggio 2011   |
| Replica | 16 novembre 2013 | Il racconto segreto della Colonna Traiana                      | Replica del 20 dicembre 2008 |
| Replica | 23 novembre 2013 | Viaggio insolito nel corpo umano                               | Replica del 16 gennaio 2010  |
| 12      | 30 novembre 2013 | Pearl Harbor, la storia minuto per minuto                      | –                            |

### 2014
| Puntata  | Data             | Titolo                                         | Note                        |
| -------- | ---------------- | ---------------------------------------------- | --------------------------- |
| Speciale | 9 febbraio 2014  | Il mondo dei Bronzi di Riace                   | –                           |
| 1        | 12 aprile 2014   | Roma, il quarto giorno, meraviglie sconosciute | –                           |
| 2        | 19 aprile 2014   | Carlo Magno, le battaglie e gli amori          | –                           |
| 3        | 26 aprile 2014   | I regni del freddo                             | –                           |
| 4        | 3 maggio 2014    | Come vivere più a lungo                        | –                           |
| 5        | 10 maggio 2014   | Augusto: come nasce un impero                  | –                           |
| 6        | 17 maggio 2014   | D-Day, lo sbarco ora per ora                   | –                           |
| 7        | 24 maggio 2014   | Animali o compagni di vita                     | –                           |
| Replica  | 7 giugno 2014    | Le meraviglie e i segreti di Parigi            | Replica del 13 ottobre 2012 |
| Replica  | 14 giugno 2014   | L'uomo e il mare                               | Replica del 24 maggio 2008  |
| 8        | 4 ottobre 2014   | La grande ricchezza. Tesori da salvare         | –                           |
| 9        | 11 ottobre 2014  | Caldo e freddo: vivere tra i due estremi       | –                           |
| 10       | 18 ottobre 2014  | Splendori di corte, le signorie rinascimentali | –                           |
| 11       | 25 ottobre 2014  | Il lungo viaggio dei treni: in carrozza!       | –                           |
| 12       | 1º novembre 2014 | Le sorprese del DNA                            | –                           |
| 13       | 8 novembre 2014  | Vivere e morire a Pompei                       | –                           |
| Replica  | 15 novembre 2014 | Australia, il continente delle sfide           | Replica del 13 aprile 2013  |
| Replica  | 29 novembre 2014 | Gli splendori della Grecia Antica              | Replica del 9 aprile 2011   |
| Replica  | 6 dicembre 2014  | Le meraviglie della Roma cristiana             | Replica del 10 marzo 2012   |

### 2015
Nella prima parte dell'edizione 2015 ci sono solo repliche che vanno in onda il lunedì su Rai 3.
| Puntata | Data             | Titolo                              | Note                                 |
| ------- | ---------------- | ----------------------------------- | ------------------------------------ |
| Replica | 12 gennaio 2015  | Le meraviglie del Quirinale         | Replica modificata del 6 marzo 2010  |
| Replica | 19 gennaio 2015  | Il lungo viaggio di Ramesse         | Replica del 14 aprile 2012           |
| Replica | 26 gennaio 2015  | Nemici invisibili                   | Replica modificata del 5 maggio 2012 |
| Replica | 2 febbraio 2015  | Le diverse età del sesso            | Replica del 19 marzo 2011            |
| Replica | 9 febbraio 2015  | Viaggio nella mente degli animali   | Replica del 6 ottobre 2012           |
| Replica | 16 febbraio 2015 | L'amore al tempo di Nerone          | Replica del 20 ottobre 2012          |
| Replica | 23 febbraio 2015 | Viaggio nel Regno delle Due Sicilie | Replica del 1º novembre 2008         |
| Replica | 2 marzo 2015     | Le meraviglie e i segreti di Parigi | Replica del 7 giugno 2014            |

Inizio della nuova serie del programma; le puntate vanno in onda il sabato su Rai 3.
| Puntata | Data             | Titolo                                           | Note                                       |
| ------- | ---------------- | ------------------------------------------------ | ------------------------------------------ |
| 1       | 18 aprile 2015   | Lo sbarco di Anzio, obiettivo Roma               | –                                          |
| 2       | 25 aprile 2015   | Splendori dell'Andalusia                         | –                                          |
| 3       | 2 maggio 2015    | I segreti dei bambini da 0 a 2 anni              | –                                          |
| 4       | 9 maggio 2015    | I mille segreti di Napoli                        | –                                          |
| 5       | 16 maggio 2015   | I segreti della giungla                          | –                                          |
| 6       | 23 maggio 2015   | Un mondo di carta                                | –                                          |
| Replica | 30 maggio 2015   | Splendori di Sicilia                             | Replica del 19 ottobre 2013                |
| Replica | 6 giugno 2015    | La conquista dei colori                          | Replica del 17 marzo 2012                  |
| Replica | 20 giugno 2015   | Hiroshima e Nagasaki: i giorni della bomba       | Replica modificata del 22/29 novembre 2008 |
| Replica | 9 agosto 2015    | Hiroshima e Nagasaki, i sopravvissuti raccontano | Replica modificata del 22/29 novembre 2008 |
| 7       | 3 ottobre 2015   | Annibale, l'uomo che sfidò Roma                  | –                                          |
| 8       | 10 ottobre 2015  | Splendori di Puglia                              | –                                          |
| 9       | 17 ottobre 2015  | Splendori di Puglia. Il Salento                  | –                                          |
| 10      | 24 ottobre 2015  | Imparare dalla natura                            | –                                          |
| 11      | 31 ottobre 2015  | L'America di 'Via col vento'                     | –                                          |
| 12      | 7 novembre 2015  | La vera storia di Moby Dick                      | –                                          |
| Replica | 14 novembre 2015 | Viaggio tra i segreti e i tesori di Ostia antica | Replica del 24 marzo 2012                  |
| Replica | 21 novembre 2015 | San Pietro, i segreti di una basilica            | Replica modificata dell'11 novembre 2006   |

### 2016
Nella prima parte dell'edizione 2016 ci sono solo repliche che vanno in onda il lunedì su Rai 3.
| Puntata | Data              | Titolo                                                           | Telespettatori | Share  | Fonte  | Note                                  |
| ------- | ----------------- | ---------------------------------------------------------------- | -------------- | ------ | ------ | ------------------------------------- |
| Replica | 11 gennaio 2016   | Le meraviglie della Roma cristiana                               | 1 902 000      | 6,86%  | [ 3 ]  | Replica del 10 marzo 2012             |
| Replica | 18 gennaio 2016   | Viaggio alla scoperta delle Alpi                                 | 1 403 000      | 4,98%  | [ 4 ]  | Replica del 21 aprile 2012            |
| Replica | 25 gennaio 2016   | Antonio e Cleopatra, la fine di un amore, la nascita dell'impero | 1 421 000      | 5,07%  | [ 5 ]  | Replica del 5 marzo 2011              |
| Replica | 1º febbraio 2016  | Le montagne di fuoco                                             | 1 736 000      | 6,24%  | [ 6 ]  | Replica del 20 aprile 2013            |
| Replica | 8 febbraio 2016   | I sensi della vita                                               | 1 386 000      | 5,16%  | [ 7 ]  | Replica dell'11 maggio 2013           |
| Replica | 15 febbraio 2016  | Francesco d'Assisi, le sorprese della sua vita e del suo tempo   | 1 916 000      | 7,13%  | [ 8 ]  | Replica del 5 ottobre 2013            |
| 1       | 9 aprile 2016     | Alessandro Magno, quando un uomo diventa leggenda                | 2 053 000      | 9,77%  | [ 9 ]  | –                                     |
| 2       | 16 aprile 2016    | Meraviglie del Veneto, dal Garda alla Riviera del Brenta         | 1 942 000      | 9,77%  | [ 10 ] | –                                     |
| 3       | 23 aprile 2016    | Meraviglie del Veneto, dalla laguna alle Dolomiti                | 2 215 000      | 10,92% | [ 11 ] | –                                     |
| 4       | 30 aprile 2016    | Neanderthal e Sapiens, la conquista del mondo                    | 2 061 000      | 10,12% | [ 12 ] | –                                     |
| 5       | 7 maggio 2016     | I segreti del fuoco                                              | 1 554 000      | 7,84%  | [ 13 ] | –                                     |
| 6       | 14 maggio 2016    | Vivere nel deserto                                               | 1 526 000      | 7,79%  | [ 14 ] | –                                     |
| Replica | 21 maggio 2016    | Roma, il quarto giorno, meraviglie sconosciute                   | 1 641 000      | 8,58%  | [ 15 ] | Replica del 12 aprile 2014            |
| Replica | 28 maggio 2016    | Le sorprese del DNA                                              | 1 269 000      | 7,80%  | [ 16 ] | Replica del 1º novembre 2014          |
| Replica | 4 giugno 2016     | Roma Amor, passione nell'Antica Roma                             | –              | –      | –      | Replica del 4 maggio 2013             |
| 7       | 24 settembre 2016 | Canada, un viaggio lungo cinquemila chilometri                   | –              | –      | –      | –                                     |
| 8       | 1º ottobre 2016   | Canada, un viaggio lungo cinquemila chilometri                   | –              | –      | –      | –                                     |
| 9       | 8 ottobre 2016    | Viaggio ai confini di Roma                                       | –              | –      | –      | –                                     |
| 10      | 15 ottobre 2016   | I metalli del re                                                 | –              | –      | –      | –                                     |
| 11      | 22 ottobre 2016   | La conquista del West                                            | –              | –      | –      | –                                     |
| 12      | 29 ottobre 2016   | Crescere...che avventura!                                        | –              | –      | –      | –                                     |
| Replica | 5 novembre 2016   | Augusto, come nasce un impero                                    | –              | –      | –      | Replica del 10 maggio 2014            |
| Replica | 12 novembre 2016  | Caldo e freddo, vivere tra i due estremi                         | –              | –      | –      | Replica dell'11 ottobre 2014          |
| Replica | 19 novembre 2016  | Il naufragio dell'Andrea Doria                                   | –              | –      | –      | Replica modificata del 27 maggio 2006 |
| Replica | 26 novembre 2016  | I mille segreti di Napoli                                        | –              | –      | –      | Replica del 9 maggio 2015             |
| Replica | 3 dicembre 2016   | Carlo Magno, le battaglie e gli amori                            | –              | –      | –      | Replica del 19 aprile 2014            |
| Replica | 10 dicembre 2016  | Gli enigmi delle civiltà                                         | –              | –      | –      | Replica del 22 aprile 2006            |
| Replica | 17 dicembre 2016  | Hiroshima e Nagasaki, i giorni della bomba                       | –              | –      | –      | Replica del 27/28 maggio 2005         |

### 2017
Prima dell'inizio delle nuove puntate, sono trasmesse puntate speciali in seconda serata, dal titolo Aspettando Ulisse, in cui sono mostrate delle anticipazioni delle puntate a seguire e delle tecniche di ripresa adottate dalla troupe. 
| Puntata | Data             | Titolo                                                           | Telespettatori | Share  | Note                         |
| ------- | ---------------- | ---------------------------------------------------------------- | -------------- | ------ | ---------------------------- |
| 1       | 8 aprile 2017    | Spartaco, lo schiavo ribelle                                     | 1 723 000      | 7,81%  | –                            |
| 2       | 15 aprile 2017   | Zar, gloria e caduta                                             | 1 978 000      | 9,33%  | –                            |
| 3       | 22 aprile 2017   | Viaggio nel 'Nome della Rosa'                                    | 2 098 000      | 9,65%  | –                            |
| 4       | 29 aprile 2017   | Viaggio nel mondo della Gioconda                                 | 2 258 000      | 10,00% | –                            |
| 5       | 6 maggio 2017    | Un patrimonio da difendere                                       | 1 742 000      | 7,87%  | –                            |
| Replica | 13 maggio 2017   | L'America di 'Via col vento'                                     | 1 730 000      | 8,23%  | Replica del 31 ottobre 2015  |
| Replica | 20 maggio 2017   | Nemici invisibili                                                | 2 062 000      | 9,90%  | Replica del 5 maggio 2012    |
| Replica | 27 maggio 2017   | Il racconto segreto della Colonna Traiana                        | 2 082 000      | 10,58% | Replica del 20 dicembre 2008 |
| 6       | 7 ottobre 2017   | Castelli nel tempo                                               | 1 986 000      | 9,40%  | –                            |
| 7       | 14 ottobre 2017  | I ragazzi della Normandia                                        | 1 462 000      | 7,20%  | –                            |
| 8       | 21 ottobre 2017  | I ragazzi della Normandia                                        | 1 486 000      | 6,80%  | –                            |
| 9       | 28 ottobre 2017  | Il Colosseo, la nascita di un mito                               | 1 921 000      | 9,00%  | –                            |
| 10      | 4 novembre 2017  | I segreti delle isole                                            | 2 173 000      | 10,10% | –                            |
| 11      | 11 novembre 2017 | Vincitori e vinti                                                | 1 831 000      | 8,70%  | –                            |
| 12      | 18 novembre 2017 | Amore e potere nella Roma dei Papi                               | 2 083 000      | 9,40%  | –                            |
| Replica | 25 novembre 2017 | La vera storia di Moby Dick                                      | 1 698 000      | 7,80%  | Replica del 7 novembre 2015  |
| Replica | 2 dicembre 2017  | Vite appese a un filo, la sfida del Dottor Barnard               | 1 728 000      | 7,90%  | Replica del 19 aprile 2008   |
| Replica | 9 dicembre 2017  | I segreti dei bambini da 0 a 2 anni                              | 1 534 000      | 6,80%  | Replica del 2 maggio 2015    |
| Replica | 16 dicembre 2017 | Antonio e Cleopatra, la fine di un amore, la nascita dell'impero | 1 779 000      | 8,70%  | Replica del 5 marzo 2011     |
| Replica | 23 dicembre 2017 | Le meraviglie e i segreti di Parigi                              | 2 059 000      | 9,40%  | Replica del 13 ottobre 2012  |

### 2018
Inizio della nuova serie del programma. Le puntate vanno in onda il sabato su Rai 3 HD per poi passare, a partire da settembre, su Rai 1.
Prima dell'inizio della nuova stagione, sono state trasmesse due puntate in replica e uno speciale in seconda serata, dal titolo Aspettando Ulisse, per presentare anticipazioni sulle puntate a seguire e sulle tecniche di ripresa adottate dalla troupe. 
Col passaggio del programma su Rai 1 si è smesso di trasmettere repliche dopo le nuove puntate, prassi che aveva accompagnato tutte le precedenti stagioni. 
Dal settembre 2018 il programma è girato in 4K HDR e trasmesso anche su Rai 4K.
| Puntata | Data              | Titolo                                            | Telespettatori | Share  | Note                          |
| ------- | ----------------- | ------------------------------------------------- | -------------- | ------ | ----------------------------- |
| Replica | 24 marzo 2018     | Alessandro Magno, quando un uomo diventa leggenda | 1 777 000      | 8,20%  | Replica del 9 aprile 2016     |
| Replica | 31 marzo 2018     | Splendori dell'Andalusia                          | 1 573 000      | 6,80%  | Replica del 25 aprile 2015    |
| 1       | 7 aprile 2018     | Viaggio nel mondo dei 'Promessi Sposi'            | 1 905 000      | 8,59%  | –                             |
| 2       | 14 aprile 2018    | Sfida ai limiti del corpo umano                   | 1 549 000      | 7,30%  | –                             |
| 3       | 21 aprile 2018    | Sfida agli abissi                                 | 1 634 000      | 8,10%  | –                             |
| 4       | 28 aprile 2018    | Elisabetta I, una donna al comando                | 1 593 000      | 7,50%  | –                             |
| 5       | 5 maggio 2018     | Roma sotto Roma, i segreti della città eterna     | 1 826 000      | 8,40%  | –                             |
| 6       | 12 maggio 2018    | Roma sotto Roma, i segreti della città eterna     | 1 829 000      | 8,88%  | –                             |
| Replica | 19 maggio 2018    | Neanderthal e Sapiens, la conquista del mondo     | 1 711 000      | 8,40%  | Replica del 30 aprile 2016    |
| Replica | 26 maggio 2018    | Australia, il continente delle sfide              | 1 706 000      | 9,00%  | Replica del 13 aprile 2013    |
| Replica | 2 giugno 2018     | Le sorprese del DNA                               | 1 635 000      | 9,40%  | Replica del 1º novembre 2014  |
| Replica | 9 giugno 2018     | Lo sbarco di Anzio, obiettivo Roma                | –              | –      | Replica del 18 aprile 2015    |
| Replica | 16 giugno 2018    | Splendori di corte, le signorie rinascimentali    | –              | –      | Replica del 18 ottobre 2014   |
| Replica | 23 giugno 2018    | Gli enigmi delle civiltà                          | –              | –      | Replica del 22 aprile 2006    |
| Replica | 30 giugno 2018    | L'uomo e il mare                                  | –              | –      | Replica del 7 ottobre 2006    |
| Replica | 7 luglio 2018     | Hiroshima e Nagasaki, i giorni della bomba        | –              | –      | Replica del 27/28 maggio 2005 |
| 7       | 29 settembre 2018 | Viaggio nella Cappella Sistina                    | 3 998 000      | 21,00% | –                             |
| 8       | 6 ottobre 2018    | Cleopatra, la regina che sedusse Roma             | 3 487 000      | 17,40% | –                             |
| 9       | 13 ottobre 2018   | Viaggio senza ritorno                             | 3 612 000      | 18,60% | –                             |
| 10      | 20 ottobre 2018   | Alla corte di Sissi                               | 4 453 000      | 22,50% | –                             |

### 2019
Prima dell'inizio della nuova stagione, il 20 luglio va in onda uno speciale dal titolo Quella notte sulla Luna, puntata co-condotta con Piero Angela ideata per celebrare il cinquantenario dall'allunaggio. 
| Puntata  | Data              | Titolo                                      | Telespettatori | Share  | Note                                                                                                 |
| -------- | ----------------- | ------------------------------------------- | -------------- | ------ | --- |
| Speciale | 20 luglio 2019    | Quella notte sulla Luna                     | 2 479 000      | 18,2%  | Co-condotto con Piero Angela                                                                         |
| 1        | 21 settembre 2019 | Gerusalemme ai tempi di Gesù                | 3 502 000      | 19%    | Ospiti speciali: Gigi Proietti                                                                       |
| 2        | 28 settembre 2019 | Leonardo, genio universale                  | 3 614 000      | 20%    | Ospiti speciali: Gigi Proietti, Roberto Benigni, Giorgia, Antonio Paolucci, Pinin Brambilla Barcilon |
| 3        | 5 ottobre 2019    | Maria Antonietta, ultimo sogno a Versailles | 3 821 000      | 19,7%  | Ospiti speciali: Gigi Proietti, Nanà Cecchi, Benedetta Craveri,Isabel Aristides                      |
| 4        | 19 ottobre 2019   | 'Il Gattopardo', il romanzo della Sicilia   | 3 558 000      | 18,55% | Ospiti speciali: Claudia Cardinale, Alain Delon, Terence Hill                                        |
| 5        | 26 ottobre 2019   | Il mondo di 'Ben Hur'                       | 2 959 000      | 15,4%  | Ospiti speciali: Gigi Proietti, Fernando Alonso, Enrico Lucherini, Rino Barillari, Franco Nero       |
| Replica  | 2 novembre 2019   | Quella notte sulla Luna                     | 2 248 000      | 11,2%  | Replica del 20 luglio 2019                                                                           |

### 2020
Causa cambiamento dei palinsesti dovuto all'emergenza COVID-19, il 13 marzo è stata trasmessa eccezionalmente una replica della trasmissione. 
Le puntate della nuova edizione vanno in onda il mercoledì su Rai 1 a partire dal 16 settembre, spezzando così la lunghissima tradizione che vedeva il programma legato allo slot della prima serata del sabato. 
| Puntata | Data              | Titolo                                         | Telespettatori | Share  | Note |
| ------- | ----------------- | ---------------------------------------------- | -------------- | ------ | --- |
| Replica | 13 marzo 2020     | Alla corte di Sissi                            | 3 458 000      | 12,9%  | Replica del 20 ottobre 2018                                                                                       |
| 1       | 16 settembre 2020 | Sotto il cielo di Roma                         | 3 134 000      | 15,89% | Ospiti speciali: Gigi Proietti, Carlotta Proietti, Carlo Verdone e Noemi                                          |
| 2       | 23 settembre 2020 | Raffaello Sanzio, artista divino               | 3 247 000      | 15.53% | Ospiti speciali: Gigi Proietti, Carlotta Proietti, Flavio Parenti, Lucio Villari, Nanà Cecchi, Antonio Forcellino |
| 3       | 30 settembre 2020 | Elisabetta II, l'ultima grande regina          | 3 683 000      | 17.50% | Ospiti speciali: Gigi Proietti, Veronica Pivetti, Antonio Caprarica, Helen Mirren                                 |
| 4       | 21 ottobre 2020   | Kennedy, l'uomo che ha fatto sognare l'America | 3 246 000      | 14,71% | Ospiti speciali: Gigi Proietti, Anna Foglietta, Elio Germano, Paola Turci, Marina Cicogna, Roberto Procaccini     |
| Replica | 28 ottobre 2020   | Maria Antonietta, ultimo sogno a Versailles    | 2 952 000      | 13,1%  | Replica del 5 ottobre 2019                                                                                        |
| Replica | 4 novembre 2020   | Cleopatra, la regina che sedusse Roma          | 3 209 000      | 14,7%  | Replica del 6 ottobre 2018                                                                                        |
| Replica | 23 dicembre 2020  | Gerusalemme ai tempi di Gesù                   | 3 732 000      | 15,9%  | Replica del 21 settembre 2019                                                                                     |

### 2021
Le prime tre puntate della nuova edizione vanno in onda su Rai 1 il mercoledì sera a partire dal 21 aprile, per poi spostarsi al giovedì, dal 27 maggio, con l'ultima puntata e lo speciale.
| Puntata  | Data           | Titolo                                        | Telespettatori | Share  | Note |
| -------- | -------------- | --------------------------------------------- | -------------- | ------ | --- |
| 1        | 21 aprile 2021 | Le sette meraviglie della Roma imperiale      | 3 388 000      | 14,96% | Ospiti speciali: Daniel Voshart, Federica Rinaldi |
| 2        | 28 aprile 2021 | Sei regine per Enrico VIII                    | 3 190 000      | 13,90% | Ospiti speciali: Gigi Proietti, Alessandro Barbero, Carlotta Proietti, Timothy James Janz                                                                |
| 3        | 5 maggio 2021  | Etruschi, viaggio in un mondo perduto         | 2 883 000      | 12,90% | Ospiti speciali: Luca Ward, sottotenente Silvia Guerisoli, capitano Niccolò Pirronti, Carlo Casi, generale Roberto Riccardi, Enrico Benelli, Flavio Enei |
| 4        | 27 maggio 2021 | Francesco e Chiara, santi e ribelli           | 3 421 000      | 15,90% | Ospiti speciali: Lino Guanciale, Chiara Frugoni, padre Enzo Fortunato, padre Marco Moroni, Sergio Fusetti, Liliana Cavani                                |
| Speciale | 3 giugno 2021  | Un pianeta meraviglioso, il futuro da salvare | 3 135 000      | 15,70% | Co-condotto con Piero Angela |

### 2022
Prima dell'inizio della nuova stagione viene trasmessa una puntata in replica.
Successivamente, l'edizione va in onda in 4 puntate tornando alla tradizionale collocazione del sabato sera.
A seguito della morte di Elisabetta II, il 12 settembre va in onda una puntata in replica a lei dedicata.
| Puntata | Data              | Titolo                                    | Telespettatori | Share  | Note                                                |
| ------- | ----------------- | ----------------------------------------- | -------------- | ------ | --------------------------------------------------- |
| Replica | 25 gennaio 2022   | Viaggio senza ritorno                     | 2 548 000      | 12,50% | Replica del 13 ottobre 2018                         |
| 1       | 9 aprile 2022     | La notte del Titanic                      | 2 604 000      | 13,20% | –                                                   |
| 2       | 16 aprile 2022    | Sardegna, l'isola che c'è                 | 2 419 000      | 13,80% | –                                                   |
| Replica | 23 aprile 2022    | Elisabetta II, 70 anni di regno           | 3 120 000      | 16,90% | Replica modificata del 30 settembre 2020            |
| 3       | 30 aprile 2022    | Parigi, sognando la Belle Époque          | 2 753 000      | 15,00% | Ospiti speciali: Giulio Scarpati, Catherine Deneuve |
| 4       | 7 maggio 2022     | Neanderthal, l'enigma della sua scomparsa | 2 625 000      | 15,20% | –                                                   |
| Replica | 12 settembre 2022 | Elisabetta II, 70 anni di regno           | 2 932 000      | 18,89% | Replica modificata del 23 aprile 2022               |

### 2023
La stagione viene anticipata da due puntate speciali, di cui una replicata successivamente. La messa in onda torna dopo due anni alla collocazione del mercoledì sera per il primo speciale e del giovedì sera per il secondo.
Le puntate di questa stagione, invece, vengono trasmesse di giovedì.
| Puntata  | Data              | Titolo                                                 | Telespettatori | Share  | Note |
| -------- | ----------------- | ------------------------------------------------------ | -------------- | ------ | --- |
| Speciale | 3 maggio 2023     | La corona dei Windsor                                  | 2 906 000      | 16,89% | Ospiti speciali: Andrea Bocelli, Antonio Caprarica, Sir Antonio Pappano, Bona Frescobaldi |
| Speciale | 25 maggio 2023    | Piero Angela un viaggio lungo una vita                 | 2 649 000      | 16,55% | Ospiti speciali: Riccardo Muti, Jovanotti, Alessandro Barbero, Stefano Bollani, Gigi Marsico, Gaia Tortora, Paolo Nespoli, Gianfranco Bologna, Lorenzo Pinna, Marco Visalberghi, Giorgio Parisi, Bruno Bozzetto, Davide Capone, Gabriele Cipollitti, Massimo Polidoro, Piero Bianucci, Francesco Profumo |
| Replica  | 13 agosto 2023    | Piero Angela un viaggio lungo una vita                 | 1 245 000      | 10,94% | Replica del 25 maggio 2023, in occasione del primo anniversario della scomparsa di Piero Angela |
| 1        | 7 settembre 2023  | Petra e i tesori della Giordania                       | 2 513 000      | 16,50% | Ospiti speciali: Franco Sciorilli, Filippo Timi |
| Replica  | 14 settembre 2023 | Il Gattopardo, il romanzo della Sicilia                | 1 853 000      | 11,68% | Replica del 19 ottobre 2019 |
| 2        | 21 settembre 2023 | Anna Frank diario di una ragazza innamorata della vita | 1 993 000      | 12,93% | Ospiti speciali: Edith Bruck |
| 3        | 28 settembre 2023 | Nerone e il grande incendio di Roma                    | 2 186 000      | 14,16% | – |

### 2024
Nel 2024 va in onda solo una puntata speciale dedicata all'80º anniversario dello Sbarco in Normandia.
| Puntata  | Data          | Titolo                          | Telespettatori | Share  | Note   |
| -------- | ------------- | ------------------------------- | -------------- | ------ | ------ |
| Speciale | 3 giugno 2024 | Normandia, 80 anni dallo sbarco | 2 494 000      | 15,10% | [ 83 ] |

### 2025
La stagione viene anticipata da due puntate speciali dedicate alla Sicilia di Montalbano e a Pompei; la prima in onda come di consueto in prima serata e la seconda in versione ridotta in access prime time. 
Le puntate di questa stagione, invece, vengono trasmesse di lunedì. 
| Puntata  | Data             | Titolo                                                | Telespettatori | Share  | Note |
| -------- | ---------------- | ----------------------------------------------------- | -------------- | ------ | --- |
| Speciale | 17 febbraio 2025 | La Sicilia di Montalbano                              | 4 160 000      | 23,30% | Ospiti speciali: Luca Zingaretti, Cesare Bocci, Angelo Russo, Simonetta Agnello Hornby, Antonio Sellerio, Arianna Mortelliti |
| Speciale | 26 febbraio 2025 | Pompei una grande scoperta                            | 2 802 000      | 13,30% | Ospiti speciali: Gabriel Zuchtriegel                                                                                         |
| 1        | 7 aprile 2025    | Van Gogh i colori dell'eternità                       | 2 843 000      | 17,40% | Ospiti speciali: Massimo Recalcati                                                                                           |
| 2        | 14 aprile 2025   | Sulle note di Londra                                  | 3 040 000      | 19,10% | – |
| 3        | 28 aprile 2025   | Istanbul la città che visse tre volte                 | 3 038 000      | 18,30% | – |
| Speciale | 2 giugno 2025    | Hiroshima e Nagasaki i giorni che cambiarono il mondo | 1 963 000      | 13,70% | – |

## Musiche
Le musiche originali sono di Giuseppe Zambon (Ed. Musicali Rai Trade); per la sigla finale che comprende un back-stage della puntata, sono utilizzati alcuni spezzoni di Prologue dal film JFK e di The Egg Travels scritta da James Newton Howard ed originariamente colonna sonora del film Disney Dinosauri.
Ma sono ancora molte altre le colonne sonore di film usate come sottofondo dei filmati del programma. Tra le più ricorrenti, ricordiamo le musiche dei film Il Signore degli Anelli, Jurassic Park, Il gladiatore, 1492 - La conquista del paradiso, Shakespeare in Love, La tempesta perfetta, Alexander, L'ultimo dei Mohicani, Balla coi lupi, 300 e Inception, solo per citarne alcuni.
Nel 2013 come sigla iniziale è stata adottata Heart of Courage dei Two Steps from Hell, un duo specializzato esclusivamente in musiche per cinema e tv. La sigla è stata poi confermata in tutte le edizioni seguenti.

## Speaker e regia
Dalla prima edizione nel novembre 2000 fino al 3 settembre 2005 la regia del programma è stata affidata a Luca Romani, dal 22 aprile 2006 al 28 maggio 2011 a Michelangelo Pepe e dal 10 marzo 2012 a Gabriele Cipollitti.
Durante la permanenza del programma su Rai 3 HD, la voce fuori campo ufficiale di Ulisse - Il piacere della scoperta era di Saverio Indrio. Dal settembre 2018 lo speaker è Luca Ward. Claudio Capone (già speaker di Superquark) prestava la sua voce al programma, prima della sua scomparsa avvenuta nel giugno 2008.